# Glicina (Silésie)
Pour les articles homonymes, voir Glicina.
Glicina est une localité polonaise de la gmina de Ciasna, située dans le powiat de Lubliniec en voïvodie de Silésie.